# Fil de caret
Des fils de caret sont des fils de chanvre (du chanvre de manille) commis entre eux par torsion, qui réunis entre eux par torsion également constituent un toron. Les torons réunis, forment une corde ou aussière. Plusieurs aussières constituent un câble d'extraction employé dans les mines.
C'est aussi un terme de marine. Les marins en font des cordages ou divers instruments tels que le faubert.
Dans la marine à voile ancienne, le goudronnage consistait à étendre du goudron sur les fil de caret des manœuvres dormantes mais aussi grelins, câbles, bois et toiles. On goudronne le fil de caret dans les corderies en le faisant passer dans une chaudière contenant du goudron chaud. Les fils en sortant de la chaudière passent entre les torons d'un cordage qui les pressent pour leur faire rendre le goudron dont ils sont trop imbibés.